# Ugo Agostoni

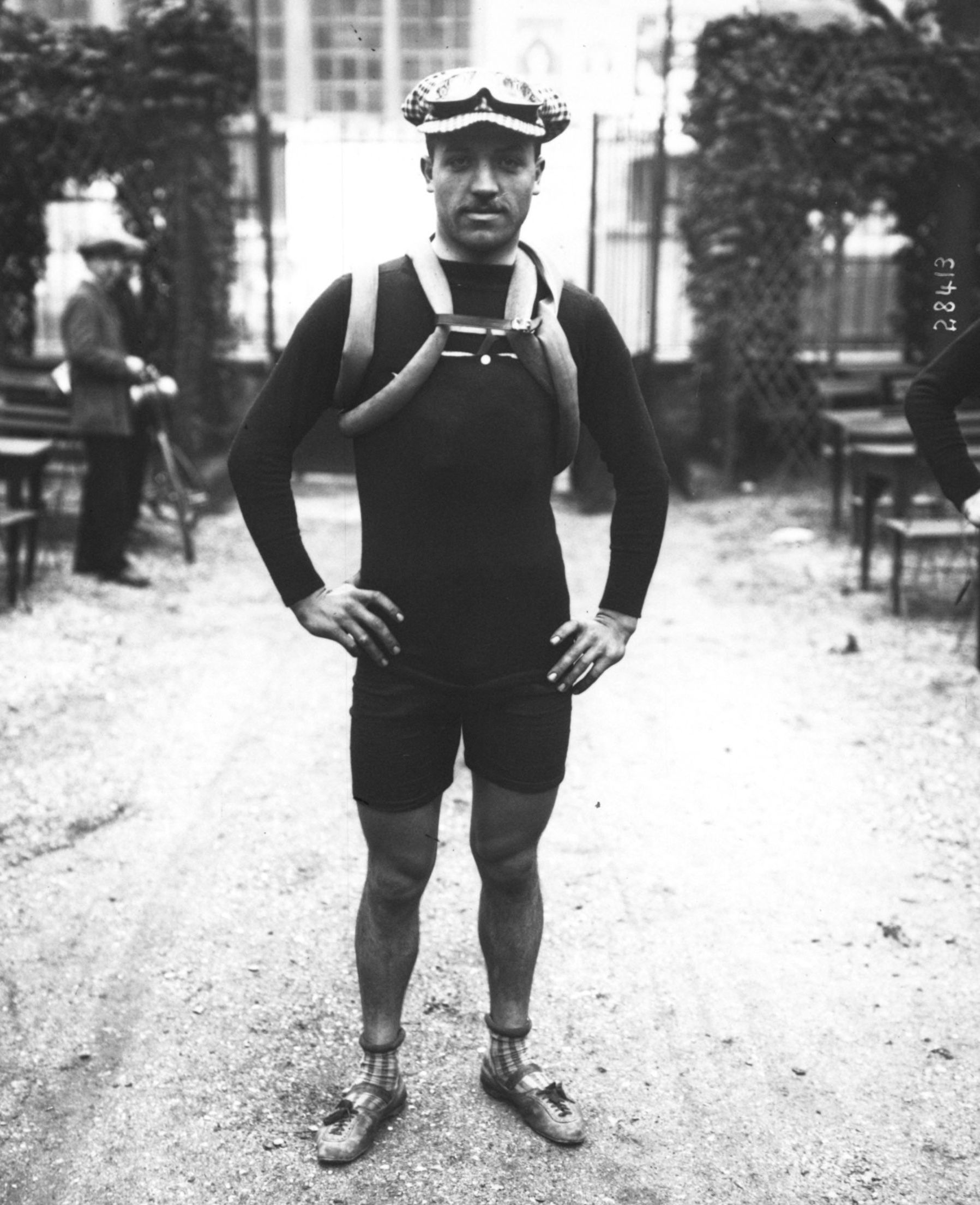
Ugo Agostoni (1913)

Ugo Agostoni (* 27. März 1893 in Lissone; † 28. August 1941 in Desio) war ein italienischer Radrennfahrer.
Ugo Agostoni war Profi-Rennfahrer von 1911 bis 1924 und für seine Vielseitigkeit bekannt. In seinem ersten Profi-Jahr wurde er Zweiter der italienischen Straßenmeisterschaft und 1919 Dritter, konnte jedoch nie den Titel erringen. 1912 gewann er den Giro dell’Emilia. Sein größter Erfolg war der Sieg bei Mailand–Sanremo im Jahre 1914; 1918 belegte er nochmals einen dritten Platz bei diesem Rennen. 1919 wurde er Fünfter in der Gesamtwertung des Giro d’Italia.
1913 stellte Agostoni einen italienischen Stundenrekord über 40,53 Kilometer auf. Er starb 1941 während einer Operation.
Seit 1949 wird in seiner Heimat Lissone zu seinen Ehren die Coppa Agostoni ausgefahren, zunächst für Amateure. Seit 1959 ist die Coppa ein Profi-Rennen, das unter anderem von Francesco Moser, Eddy Merckx und Jan Ullrich gewonnen wurde.